# سلیمان کولیبالی (بازیکن فوتبال، زاده ۱۹۹۶)
سلیمان کولیبالی (انگلیسی: Souleymane Coulibaly؛ زادهٔ ۸ اوت ۱۹۹۶) بازیکن فوتبال اهل مالی است.
از باشگاه‌هایی که در آن بازی کرده است می‌توان به باشگاه فوتبال آفریقایی اشاره کرد.
وی همچنین در تیم‌های ملی فوتبال زیر ۲۰ سال مالی و مالی بازی کرده است.